# Davide Massa
Davide Massa (* 15. Juli 1981 in Imperia) ist ein italienischer Fußballschiedsrichter.

## Werdegang
Massa leitet seit der Saison 2010/11 Spiele in der Serie B und der Serie A.
Seit 2014 steht er auf der Liste der FIFA-Schiedsrichter und leitet internationale Fußballspiele. In der Saison 2016/17 leitete Massa erstmals Spiele in der UEFA Europa League, in der Saison 2018/19 erstmals Spiele in der UEFA Champions League. Zudem pfiff er bereits Partien in der UEFA Nations League, in der EM- und WM-Qualifikation für die EM 2021 bzw. die WM 2022 in Katar sowie Freundschaftsspiele.
Bei der U-19-Europameisterschaft 2017 in Georgien leitete Massa zwei Partien in der Gruppenphase sowie das Halbfinale zwischen England und Tschechien (1:0). Ebenso leitete er zwei Gruppenspiele bei der U-20-Weltmeisterschaft 2019 in Polen.
Am 13. August 2017 pfiff Massa in Rom das Finale im italienischen Supercup zwischen Juventus Turin und Lazio Rom (2:3).
Er leitete das Finale der Coppa Italia 2020/21 zwischen Atalanta Bergamo und Juventus Turin (1:2) am 19. Mai 2021.
Zur zweiten Hälfte der Saison 2021/22 stieg Massa in die Kategorie der UEFA-Elite-Schiedsrichter auf.
Massa arbeitet als Bankkaufmann.

## Auszeichnungen
- Premio Bulgarelli Number 8 – Bester Schiedsrichter der Serie A: 2024/25